# Långsjön (Husby socken, Dalarna, 669848-152446)
Långsjön är en sjö i Hedemora kommun i Dalarna och ingår i Dalälvens huvudavrinningsområde. Sjön har en area på 0,113 kvadratkilometer och ligger 142,1 meter över havet. Sjön avvattnas av vattendraget Flins Bäck (Lerbäcken).

## Delavrinningsområde
Långsjön ingår i det delavrinningsområde (669931-152175) som SMHI kallar för Inloppet i Villingen. Medelhöjden är 181 meter över havet och ytan är 8,45 kvadratkilometer. Det finns inga avrinningsområden uppströms utan avrinningsområdet är högsta punkten. Flins Bäck (Lerbäcken) som avvattnar avrinningsområdet har biflödesordning 2, vilket innebär att vattnet flödar genom totalt 2 vattendrag innan det når havet efter 179 kilometer. Avrinningsområdet består mestadels av skog (88 procent). Avrinningsområdet har 0,11 kvadratkilometer vattenytor vilket ger det en sjöprocent på 1,3 procent.